# Distrito de Mathura
Mathura (en hindi; मथुरा ज़िला, urdu; متھرا ضلع es un distrito de India en el estado de Uttar Pradesh. Código ISO: IN.UP.MT.
Comprende una superficie de 3 333 km².
El centro administrativo es la ciudad de Mathura. Dentro del distrito se encuentran las localidades de Bad, Bajna, Baldeo, Farah y Govardhan.

## Demografía
Según censo 2011 contaba con una población total de 2 541 894 habitantes.